# Tour della nazionale maschile di rugby a 15 della Nuova Zelanda 1905

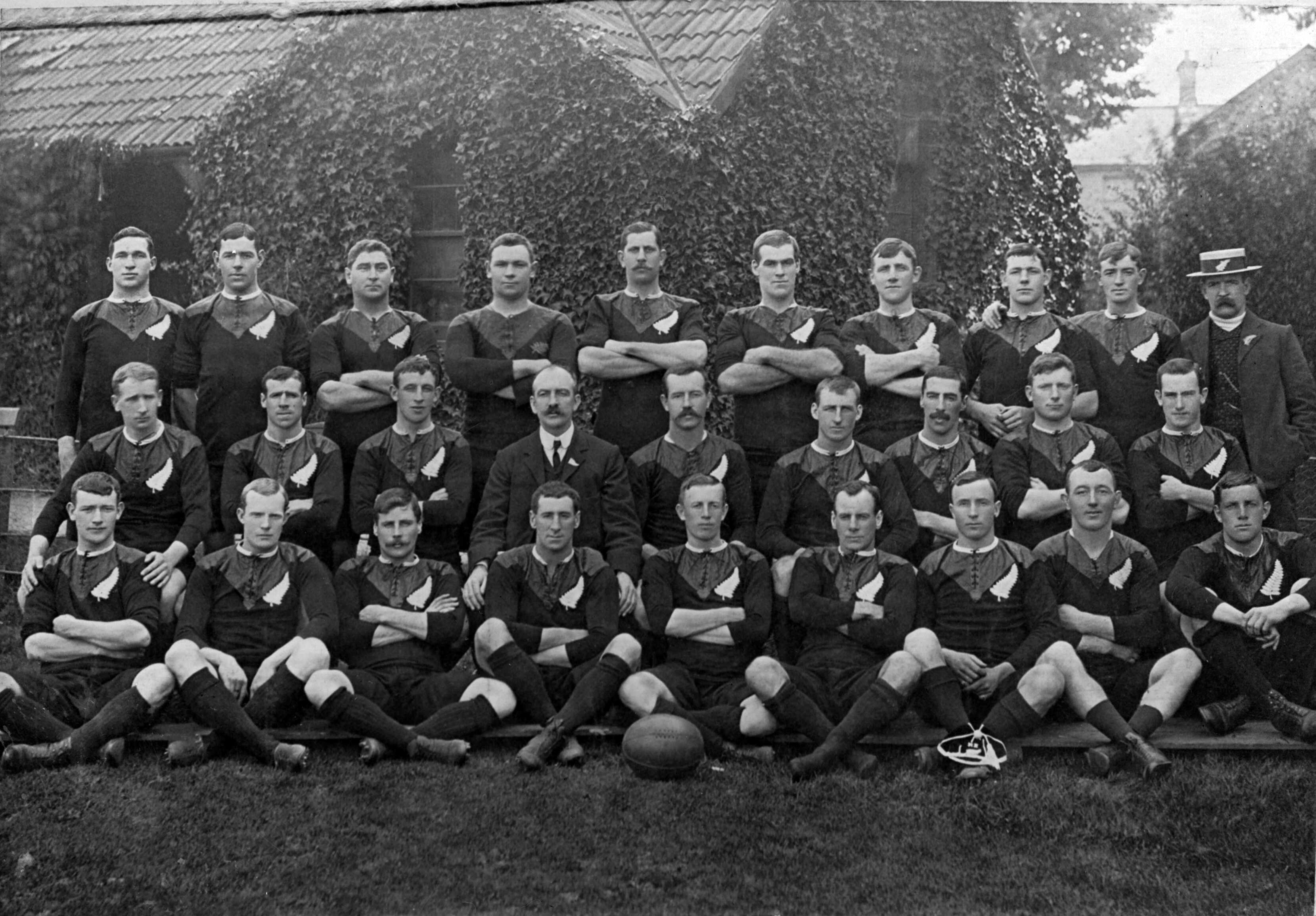
1905 All Blacks, Originals

La nazionale di rugby neozelandese nel 1905 eseguì un lungo tour in Nuova Zelanda, Australia, Europa e Canada.
È il tour che creò il mito degli All Blacks, nome con cui da allora si identificano i giocatori della nazionale neozelandese.
Inizialmente, essi chiamarono il proprio team "The Originals" e furono il primo team neozelandese ufficiale a recarsi in tour in Europa, dopo una serie di partite preparatorie in madrepatria ed in Australia. Visitarono le Isole britanniche, la Francia e gli Stati Uniti d'America tra il 1905 e il 1906.
In ogni caso questo tour entrò nella leggenda del rugby mondiale poiché gli All Blacks persero un solo match contro il Galles, con una meta non concessa che a sua volta entrò anch'essa nella leggenda.

## La nascita del nome All Blacks

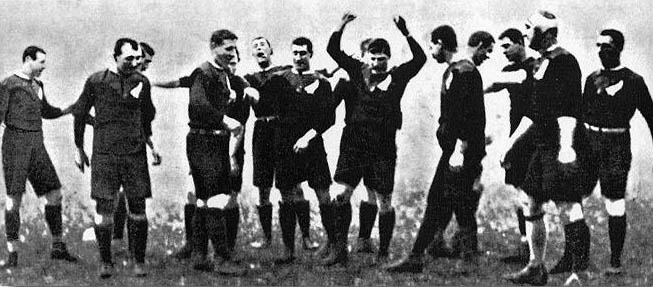
The 1905 Original All Blacks

Secondo una leggenda, il soprannome All Blacks (lett. "Tutti neri") non deriverebbe dal colore tipico della loro uniforme, il nero, ma trae la sua origine da un refuso giornalistico. Secondo il giocatore neozelandese Billy Wallace, il Daily Mail riportò che i neozelandesi giocarono come se fossero stati all backs (ovvero, nella denominazione italiana, tutti trequarti), modo di porre enfasi sulla qualità del gioco veloce d'attacco a tutto campo mostrato da tutti i giocatori, indipendentemente dal ruolo. La parte della squadra costituente il pacchetto di mischia è costituita infatti dai "forwards", giocatori ai quali è demandato un gioco che, richiedendo peso e grande forza fisica, è solitamente più statico. Il che, con loro, non avvenne. Wallace affermò che, in seguito a un errore tipografico, il termine venne trascritto come All Blacks (Tutti Neri).
Però probabilmente questo è un mito, considerando che il termine in questione descrive anche la loro uniforme di gioco, costituita da maglietta, pantaloncini e calzini neri. Resta il fatto che la capacità degli All Blacks di sviluppare un gioco d'attacco di squadra, veloce e a tutto campo, è una loro straordinaria caratteristica.

## Premessa

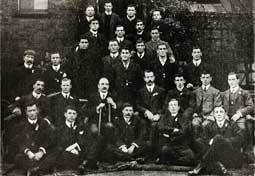
1905 All Blacks Originals; il team neozelandese che visitò l'Europa perdendo un match contro il

Dopo la fondazione della New Zealand Rugby Football Union dal 1894, le rappresentative della Nuova Zelanda iniziarono a giocare sotto le insegne di questa federazione, a cominciare dal tour del 1894 nel Nuovo Galles del Sud (anche se alcune rappresentative ufficiose avevano viaggiato in precedenza).
Il primo test ufficiale risale al 1903 con l'Australia a Sydney e il primo match casalingo ufficiale fu l'anno successivo contro la selezione delle Isole Britanniche all'Athletic Park di Wellington.
Il successo ottenuto ebbe un notevole risalto in Gran Bretagna, poiché lo stesso anno la selezione delle Isole Britanniche aveva battuto tre volte la Australia e, nello stesso tour, aveva vinto solo due match su 5 in terra neozelandese.
Il capitano britannico David Bedell-Sivright disse dopo il test contro i neozelandesi che in Gran Bretagna i neozelandesi non avrebbero potuto vincere test ufficiali, ma certamente avrebbero vinto molti incontri contro le selezioni delle contee o i club.
I selezionatori scelsero 53 giocatori tra i quali a fine 1904 sarebbero stati selezionati i partecipanti al tour. Il 25 febbraio, 16 giocatori vennero scelti come "sicuramente convocati" (certainties). Infine i giocatori rimasti vennero scelti dopo il tradizionale match tra la selezione dell'Isola del Nord e dell'Isola del Sud (Inter-island match) del 3 giugno 1905, dopo il quale il totale venne portato a 27 giocatori.

## La prima parte del Tour[collegamento interrotto]
Prima della partenza per l'Europa, 18 giocatori furono inviati per 3 match in terra australiana (due vittorie ed un pareggio) e quattro match in terra neozelandese (due vittorie, un pareggio e una sconfitta).
| Auckland 1º luglio 1905 | Nuova Zelanda XV | 9 – 3 | Auckland | Alexandra Park |

| Sydney 8 luglio 1905 | New South Wales | 0 – 19 | Nuova Zelanda XV | (Cricket Ground) |

| Sydney 12 luglio 1905 | Metropolitan Union | 3 – 22 | Nuova Zelanda XV | (Cricket Ground) |

| Sydney 15 luglio 1905 | New South Wales | 8 – 8 | Nuova Zelanda XV | (Cricket Ground) |

| Dunedin 22 luglio 1905 | Nuova Zelanda XV | 10 – 10 | Otago & Southland | Caledonian Ground |

| Christchurch 27 luglio 1905 | Nuova Zelanda XV | 21 – 3 | Canterbury | Lancaster Park |

| Wellington (Nuova Zelanda) 29 luglio 1905 | Nuova Zelanda XV | 0 – 3 | Wellington Province | (Athletic Park) |

## Il match con l'Australia
Un'altra selezione All Black vinse 14-3 contro l'Australia (in tour in Nuova Zelanda) nonostante l'assenza dei migliori giocatori neozelandesi, che erano ormai al termine del lungo viaggio verso l'Inghilterra.
| Dunedin 2 settembre 1905 | Nuova Zelanda | 14 – 3 | Australia | (Tahuna) |

## Il Tour vero e proprio
La squadra salpò per l'Inghilterra a bordo della nave Rimutaka il 30 luglio. Dopo due scali a Montevideo e Tenerife, essi arrivarono a Plymouth l'8 settembre. Il giorno dopo si trasferirono a piedi a Newton Abbot (24 km da Plymouth) per ritrovare la forma atletica dopo il lungo viaggio in nave.
L'esordio avvenne contro il Devon con un sonante successo per 55-4. Il risultato fu così clamoroso che alcuni giornali scrissero che era stato il Devon a vincere per 55-4.
L'unica sconfitta del tour fu a Cardiff contro il Galles (0-3). Al neozelandese Bob Deans non fu concessa una meta che avrebbe portato il punteggio sul 3-3, più la possibilità che la trasformazione portasse al successo.
Gli All Blacks tennero a battesimo, durante il tour, la neonata Nazionale francese che, a Parigi, il 1º gennaio 1906, proprio contro di loro disputò il primo incontro della sua storia.

### I primi match
Il primo match si svolse il 16 settembre contro la selezione della contea di Devon (oggi Exeter Chiefs), vice-campione inglese, che schierava dieci giocatori del club del Devonport Albion, allora considerato il più forte tra i club inglesi.. I favoriti erano dunque i padroni di casa, ma la folla di 6.000 spettatori venne sorpresa dai neozelandesi, che realizzarono ben 12 mete e vinsero 55-4.
Billy Wallace realizzò 28 punti con tre mete, stabilendo un record per la squadra che fu battuto solo 51 anni dopo. Il risultato fece una grande sensazione. Era così incredibile che alcuni giornali pensarono ad un errore e riportarono il successo del Devon per 55-4.
Cinque giorni dopo i neozelandesi affrontarono Cornwall al Recreation Ground in Camborne, con una vittoria per 41 a 0 con 11 mete segnate. Il 23 settembre l'avversario fu Bristol, affrontato di fronte a 6.500 spettatori, con un'altra vittoria per 41 a 0.. Dopo una sosta a Londra, la squadra arrivò a Northampton, dove ottenne un'altra netta vittoria per 31 a 0. Il bilancio era dunque di 4 partite, 4 vittorie, 169 punti fatti e solo 4 subiti.
Il match successivo fu contro il Leicester al Welford Road il 30 settembre.. Contro una squadra in cui giocavano 4 giocatori della nazionale inglese,, gli All Blacks vinsero per 28-0, malgrado nei primi venticinque minuti fossero rimasti senza segnature.
Dopo il match contro Middlesex, vinto 41-0, il The Daily Chronicle scrisse: "Questi neozelandesi trasformano la difesa in attacco con una straordinaria rapidità come per dimostrare che il gioco di mischia sia un semplice dettaglio. Non c'è nulla nel gioco nel quale non eccellano. "
Il match più duro fu contro i campioni inglesi di Durham County, il 7 ottobre,. Durham fu la prima squadra a realizzare una meta contro gli All Blacks. Il primo tempo si chiuse per 6-3 per i neozelandesi, che dominarono poi il match nel secondo tempo con 10 punti, per il 16-3 finale.
La vittoria più sofferta fu seguita dalla vittoria più larga contro Hartlepool Clubs, uno dei più forti club del nord dell'Inghilterra, sconfitto per 63-0.
Seguirono tre match contro Northumberland, Gloucester e Somerset. Nessuno degli avversari riuscì a fare punti, con vittorie neozelandesi per 31-0, 41-0 e 23-0 rispettivamente.
Quattro giorni dopo il match contro Somerset, gli All Blacks affrontarono Devonport Albion, il campione inglese per club e il secondo club della Gran Bretagna. Ventimila spettatori videro un'altra vittoria degli All Blacks, questa volta per 21–3.
Per il match contro Midland Counties at Leicester, ben 17.000 spettatori assieparono Welford Road. Tra essi i dirigenti della federazione gallese.. Nonostante una meta trasformata dagli avversari, gli All Blacks mantennero l'imbattibilità, vincendo per 21–5. Seguì una vittoria per 11–0 su Surrey ed un'altra per 32–0 su Blackheath.. Questo match fu considerato dagli stessi All Blacks l'apice in quanto a gioco della squadra, prima che gli infortuni cominciassero a pesare.
Contro Oxford University, gli All Blacks segnarono 13 mete, di cui 5 ad opera di Jimmy Hunter, per un 47-0 finale.
Due giorni dopo, fu Cambridge University ad essere superata  nonostante il gioco indisponente di Cambridge (molti calci a liberare) e il fatto che gli All Blacks lasciassero a riposo ben sette titolari in vista del test con la Scozia, tra cui Hunter, Billy Stead, Selling and George Gillet
Seguì una vittoria per 17-0 a Richmond, con cinque mete. L'ultimo match prima del test con la Scozia fu contro un Bedford XV a Richmond.. Con dieci mete, il risultato finale fu di 41-0
| Exeter 16 settembre 1905 | Devon | 4 – 55 | Nuova Zelanda XV | County Ground |

| Camborne 21 settembre 1905 | Cornwall | 0 – 41 | Nuova Zelanda XV | Recreation Ground |

| Bristol 23 settembre 1905 | Bristol Rugby | 0 – 41 | Nuova Zelanda XV | Memorial Ground |

| Northampton 28 settembre 1905 | Northampton | 0 – 32 | Nuova Zelanda XV | Northampton Ground |

| Leicester 30 settembre 1905 | Leicester | 0 – 28 | Nuova Zelanda XV | (Welford Road) |

| Londra 4 ottobre 1905 | Middlesex | 0 – 34 | Nuova Zelanda XV | Stamford Bridge |

| Durham 7 ottobre 1905 | Durham | 3 – 16 | Nuova Zelanda XV | Durham Ground |

| West Hartlepool 11 ottobre 1905 | Hartlepool Clubs | 0 – 63 | Nuova Zelanda XV | Hartlepool Rovers' Ground |

| North Shields 14 ottobre 1905 | Northumberland | 0 – 31 | Nuova Zelanda XV | North Shields Ground |

| Gloucester 19 ottobre 1905 | Gloucester | 0 – 44 | Nuova Zelanda XV | Gloucester Ground |

| Taunton 21 ottobre 1905 | Somerset | 0 – 23 | Nuova Zelanda XV | Somerset Ground |

| Newton Abbot 25 ottobre 1905 | Devonport Albion | 3 – 21 | Nuova Zelanda XV | Newton Abbot Ground |

| Leicester 28 ottobre 1905 | Midland Counties | 5 – 21 | Nuova Zelanda XV | (Welford Road) |

| Londra 1º novembre 1905 | Surrey | 0 – 11 | Nuova Zelanda XV | Richmond's Ground |

| Londra 4 novembre 1905 | Blackheath | 0 – 32 | Nuova Zelanda XV | Rectory Field |

| Oxford 7 novembre 1905 | Oxford University | 0 – 47 | Nuova Zelanda XV | Oxford University Grounds |

| Cambridge 9 novembre 1905 | Cambridge University | 0 – 14 | Nuova Zelanda XV | (Grange Road) |

| Londra 11 novembre 1905 | Richmond | 0 – 17 | Nuova Zelanda XV | Athletic Ground |

| Bedford 15 novembre 1905 | Bedford XV | 0 – 41 | Nuova Zelanda XV | Bedford's Ground |

### Gli incontri in Scozia
Al tempo, il rugby in Scozia era il gioco delle classi agiate e la Scottish Rugby Union (SRU) era assai conservatrice: I dirigenti ritenevano che il gioco dovesse rimanere strettamente amatoriale e che il gioco fosse per i giocatori non per gli spettatori. Dunque non assecondarono l'intesse crescente del pubblico e trattarono con freddezza i neozelandesi.. Essi non invitarono gli All Blacks per il tradizionale “terzo tempo” ed in più non riconobbero il “cap” ossia la presenza ufficiale in nazionale ai suoi giocatori.
L'incontro fu un successo finanziario per la NZRFU, infatti la NZRFU chiese un ingaggio di 500 sterline per il match, ma la SRU offrì invece una percentuale sull'incasso. Poiché il pubblico fu ben oltre le previsioni, la NZRFU incassò £1700..
Vi furono inoltre delle polemiche poiché i giocatori neozelandesi ricevevano 3 scellini al giorno di indennità.
Il match venne disputato il 18 novembre su un campo ghiacciato che rischiò di far annullare l'incontro
Gli All Blacks dominarono i primi minuti del match, ma fu la Scozia a portarsi in vantaggio quando conquistata una mischia vicino alla linea di meta, passarono la palla a Ernest Simson, che realizzò un drop-goal portando la Scozia sul 4–0.. Per la prima volta gli AB's erano in svantaggio nel tour. La reazione portò ad una meta non trasformata e una seconda meta di Smith. Gli All Blacks erano dunque in vantaggio per 6-4, ma un meta scozzese riportò il risultato sul 7-6, alla fine del primo tempo.
A dieci minuti dalla fine, il risultato rimaneva sul 7-6 e dunque i neozelandesi stavano per conoscere la prima sconfitta del tour, quando dopo una mischia a metà campo un'azione veloce portò George Smith in meta. Il risultato fu assicurato da un'altra meta di William Cunningham per il 12-7 finale.
Quattro giorni dopo fu la selezione di West of Scotland ad essere sconfitta a Glasgow.. Agli studenti delle scuole superiori venne addirittura concessa mezza giornata di vacanza per assistere al match.. La partita finì 22-0 con sei mete degli All Blacks.
Il team quindi si spostò in Irlanda per il secondo test match.
| Edimburgo 18 novembre 1905 | Scozia | 7 – 12 | Nuova Zelanda | Inverleith |

| Glasgow 22 novembre 1905 | West of Scotland | 0 – 22 | Nuova Zelanda XV | Hampden Park |

### I match in Irlanda
In Irlanda gli All Blacks furono invece ben accolti dalla Irish Rugby Football Union (IRFU) w. Al mattino dell'arrivo a Belfast essi furono accolti di dirigenti della IRFU che li ospitano a colazione. . Arrivo che fu anche un ritorno a casa per il capitano Dave Gallaher, nato nella contea di Donegal ed emigrato a 4 anni.
A Dublino migliaia di persone accolsero i neozelandesi alla stazione ferroviaria e il giovedì prima del test i giocatori delle due squadre si recarono a teatro insieme, mescolandosi e conoscendosi.
In un Lansddowne Road gremito di folla, il 25 novembre le squadre scesero in campo davanti a 12.000 persone. Mancava proprio Gallagher, infortunato. Simon Mynott fu schierato per la prima volta all'ala. Gli All Blacks avevano solo 3 giocatori del reparto dei tre-quarti disponibili.. Gli avanti irlandesi dominarono per la prima mezz'ora, ma trovarono una difesa coriacea e subirono una meta sotto i pali da parte di Bob Deans. Wallace convertì per il 5-0 che chiuse il primo tempo.. Nel secondo tempo Deans realizzò un'altra meta ancora trasformata da Wallace.. Grazie ad un errore di un giocatore irlandese, Alexander McDonald realizzò la terza meta che fissò il risultato sul 15–0 victory.
Gli All Blacks si trasferirono dunque a Limerick per l'altro match in Irlanda. Malgrado una parte della squadra fosse rimasta a Dublino, il successo arrise agli All Blacks, che piegarono Munster sotto un pesante 33-0.
| Dublino 25 novembre 1905 | Irlanda | 0 – 15 | Nuova Zelanda | (Lansdowne Road) |

| Limerick 28 novembre 1905 | Munster Rugby | 0 – 33 | Nuova Zelanda XV | Market's Field |

### Di nuovo in Inghilterra

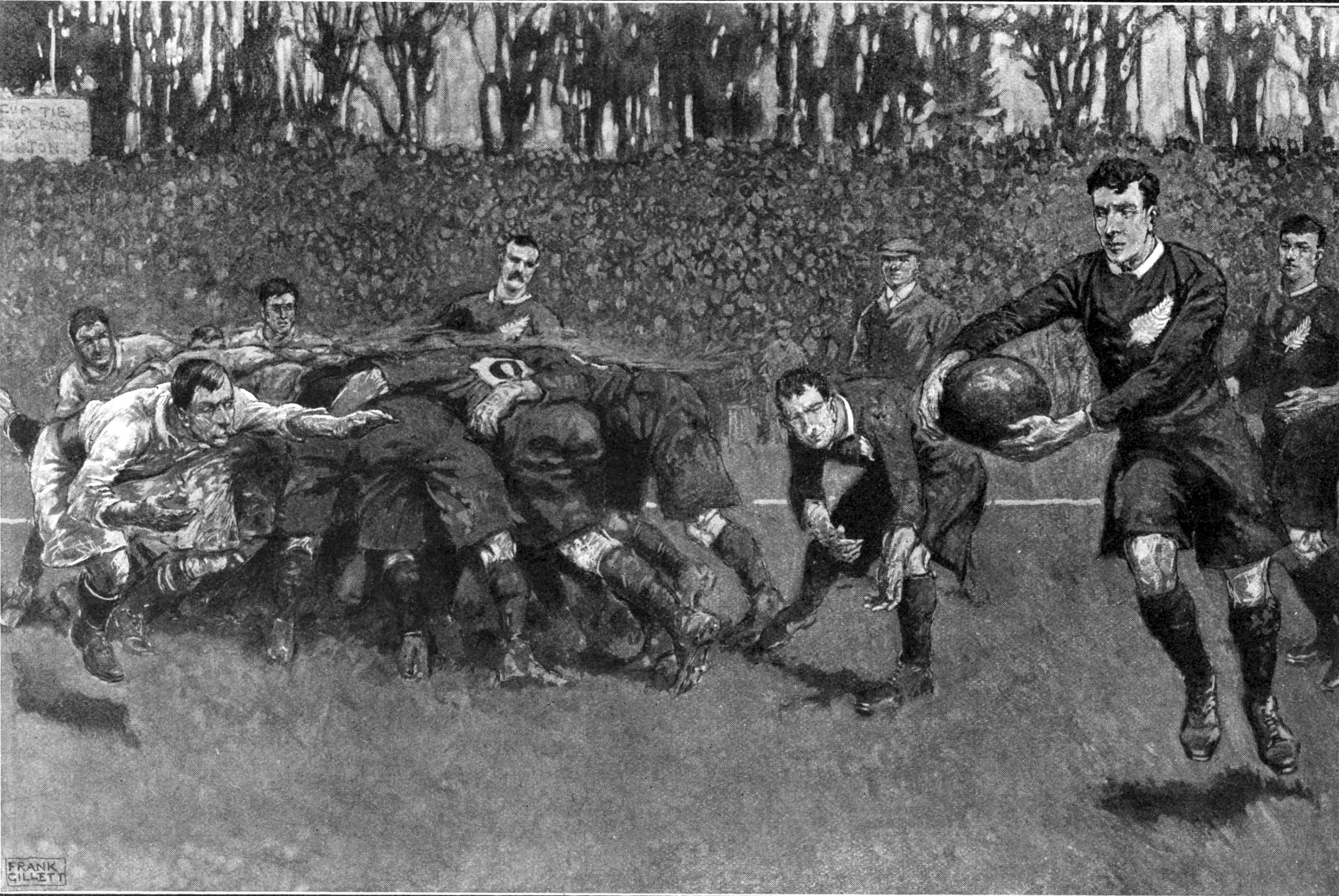
L’ – al Crystal Palace di fronte a ben 50.000 persone.

Dopo il match con Munster, gli All Blacks tornarono in Inghilterra per affrontare la nazionale locale. Si giocò al Cristal Palace, per l'enorme capacità di questo stadio, che venne preferito al più piccolo stadio di Blackheath. Malgrado la capacità ufficiale di 50.000 si parla di una folla di 70.000 persone se non 100.000, con molti non paganti. I centomila spettatori, tra cui il Principe di Galles, il futuro re Giorgio V, erano un record per qualunque match sportivo a Londra
Gli Inglesi schierarono otto esordienti e un “rover” (avanti-ala) dietro la mischia.

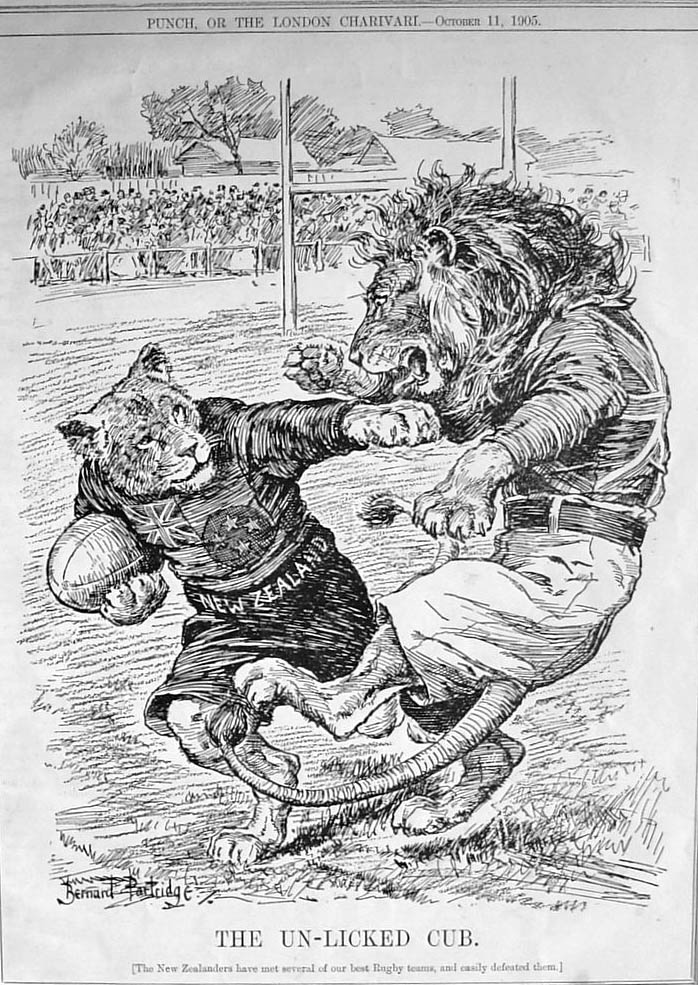
Una vignetta Dalla rivista Punch.

Il match venne descritto come un'“esibizione dell'ala Duncan McGregor". che realizzò quattro mete. Un record per gli All Blacks che fu eguagliato solo nel 1987 e superato nel 1995 quando Marc Ellis segnò sei mete al Giappone.
Una meta venne realizzata anche da Allen. Nessuna meta fu trasformata e il match finì 15-0. .
Lo sportivo inglese C. B. Fry dopo il match affermò “L'idea che questi ci abbiano battuto a causa di una nostra inferiorità fisica è senza senso. Essi ci hanno battuti per organizzazione e tattica”'.
Prima di recarsi in Galles, gli All Blacks disputarono tre altri match in terra inglese. Il primo fu contro Cheltenham il 6 dicembre
Il match venne vinto dagli All Blacks per 18–0, con quattro mete di cui tre di Abott. Il secondo match fu contro la contea di Cheshire a Birkenhead. La partita, davanti a 8.000 spettatori, fu una passeggiata con dieci mete e un risultato finale di 34-0
L'ultimo match prima del test con il Galles fu contro Yorkshire a Leeds. A Leeds dominava la professionistica Northern Rugby league. Emissari delle squadre professionistiche cercarono di ingaggiare i giocatori All Blacks. Furono 24.000 gli spettatori che assistettero alla vittoria degli All Blacks per 40–0 con 10 mete segnate.
| Londra 2 dicembre 1905 | Inghilterra | 0 – 15 | Nuova Zelanda | Crystal Palace |

| Cheltenham 6 dicembre 1905 | Cheltenham | 0 – 18 | Nuova Zelanda XV | Athletic & Recreation Ground |

| Birkenhead 9 dicembre 1905 | Cheshire | 0 – 34 | Nuova Zelanda XV |  |

| Headingley 13 dicembre 1905 | Yorkshire | 0 – 40 | Nuova Zelanda XV | Northern Union Ground |

### In Galles
Il test contro il Galles è considerato uno dei più grandi match della storia del rugby. Venne giocato al Cardiff Arms Park, il 16 dicembre 1905, di fronte a 47000 spettatori. Gli All Blacks furono applauditi quando eseguirono la “Haka”, successivamente la folla guidata dal capitano Teddy Morgan intonò in risposta l'inno nazionale gallese Hen Wlad fy Nhadau (Land of Our Fathers). Fu la prima volta che un inno nazionale venne eseguito prima di un match internazionale.
Il match fu combattuto sin dalla scelta dell'arbitro. Il Manager neozelandese George Dixon e la Welsh Rugby Union (WRU) non si misero d'accordo su un nome.. Dixon rifiutò ogni proposta della WRU e viceversa.. Le regole dell'epoca stabilivano che la WRU avrebbe dovuto rivolgersi ad un'altra union per scegliere l'arbitro.. Fu così incaricata la Scottish Rugby Union, che scelse lo scozzese John Dallas.. Dallas fu fortemente criticato durante il test, sia per aver indossato dei vestiti inadatti, sia per non essere stato in grado di seguire il gioco.
Così pure discussa fu, tra i Neozelandesi, la scelta di Mynott come mediano di apertura al posto di Billy Stead.. Diverse spiegazioni furono date per l'esclusione di Stead. Una versione affermava che era stato inizialmente selezionato, ma venne scartato per disaccordi interni. La versione ufficiale parla invece di un infortunio. In ogni caso era abbastanza in forma da essere designato come guardalinee.

Alle prime mischie ordinate, gli All Blacks vennero ripetutamente penalizzati dall'arbitro. Il motivo era che la mischia neozelandese con 7 soli giocatori di cui 2 in prima linea (schema 2-3-2) era differente dallo schema 3-2-3 con tre giocatori di prima linea usata in Gran Bretagna. I Gallesi avevano studiato la tecnica degli All Blacks e posizionavano la loro prima linea dopo gli All Blacks in modo da impedirgli di avere un vantaggio nella posizione. Ogni volta che gli All Blacks riuscivano a conquistare la palla, ne venivano penalizzati.. Il capitano degli All Blacks fu dunque costretto a ordinare ai suoi giocatori di non contestare la palla in mischia. 

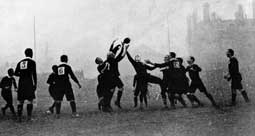
Galles contro Nuova Zelanda: una rimessa laterale.

Gli All Blacks giocarono dunque un pessimo primo tempo contro i calci di spostamento dei gallesi. Il Galles conquistò una palla in mischia sulla linea delle 25 yards da cui segnò uno schema alla mano. Owen prese la palla in mischia e aprì a destra a Bush, il quale virò sulla sinistra per poi passare a Cliff Pritchard, che aprì a Gabe, che ritornò la palla a Bush che quindi aprì a Morgan. Morgan poté lanciarsi in una corsa di 25 metri, evitare un placcaggio di Gillet e realizzare la meta per il 3-0 a favore del Galles. Winfield fallì la trasformazione
La reazione degli All Blacks venne fermata dalla fine del primo tempo. Secondo Dixon e Wallace, l'arbitrò fischio la fine due o tre minuti in anticipo.
Nella ripresa, gli All Blacks cercarono nuovamente il pareggio. L'apertura Mynott stava disputando una pessima partita perdendo molti palloni. Il mediano di mischia Roberts iniziò a non passargli la palla preferendo correre palla in mano. I gallesi ebbero così più occasioni di realizzare altri punti, fallendo molti tentativi di drop e sbagliando molti passaggi decisivi. Durante il secondo tempo (le cronache sono discordanti sul minuto esatto) gli All Blacks ebbero la migliore occasione. I gallesi vinsero la palla in una rimessa laterale nella metà campo neozelandese, la palla venne calciata in avanti per un passaggio a seguire, ma fu intercettata da Wallace che superò la difesa avversaria, si trovò di fronte all'estremo gallese Winfield. Wallace scaricò palla su Deans placcato in extremis
La meta non venne concessa, l'arbitro Dallas ritenne che Deans non avesse schiacciato sulla linea o oltre come sostenevano i neozelandesi e concesse una mischia al Galles sulle cinque yards.
L'episodio fu assai discusso e la leggenda vuole che Deans, in punto di morte a soli 24 anni (per complicazioni dopo un intervento di appendicite) dicesse “Ho segnato quella meta”…
Vi furono una serie di occasioni fallite dai neozelandesi e la partita finì 3-0 per il Galles. Fu l'unica sconfitta in 35 incontri per gli All Blacks.
| Cardiff 16 dicembre 1905 | Galles | 3 – 0 | Nuova Zelanda | Arms Park |

La diatriba sulla scelta degli arbitri continuò anche per i successivi match in Galles, al punto che rischiarono di saltare gli ultimi match in terra gallese.. La diatriba si risolse con la mediazione del presidente della RFU, Rowland Hill, il quale convinse i gallesi di accettare la nomina di Gil Evans (un gallese residente a Birmingham) come arbitro per i tre match successivi. Evans aveva arbitrato il test match tra All Blacks ed Inghilterra guadagnandosi la stima dei neozelandesi.
Il primo match contro la contea di Glamorgan si svolse a Swansea il 21 dicembre.. Favoriti dal vento a favore nella prima mezzora gli All Blacks si portarono in vantaggio con una meta di Smith al termine di un'azione alla mano. .
Dopo che Glamorgan nel secondo tempo non riuscì a concretizzare gli attacchi, due mete di McDonald e Wallace consolidarono sul 9-0 il punteggio.
Due giorni dopo gli All Blacks incontrarono Newport all'Athletic Ground. Passati subito in vantaggio con una meta Eric Harper ed un calcio di Wallace, chiusero il primo tempo sul 6-0. Wallace dichiarò "Sembrava sarebbe stata una facile vittoria". Nel secondo tempo un calcio di punizione segnato per Newport da Rowland Griffiths riaprì la partita, ma nonostante i grossi sforzi dei padroni di casa la partita finì 6–3.
La partita successiva contro Cardiff si giocò il 26 dicembre. Era in pratica la rivincita del test match, per la presenza di molti giocatori nazionali gallesi e perché si svolgeva all'Arms Park di fronte a 50.000 spettatori.
Dopo un drop e una punizione fallita Cardiff realizzò una meta con Gwyn Nicholls. La trasformazione portò Cardiff in vantaggio 5–0. Gli All Blacks rimasero poi in 14 per un infortunio a Jim O'Sullivan, che si fratturò la clavicola.. Prima della fine del tempo gli All Blacks riuscirono a pareggiare con una meta di Mona Thomson trasformata da Wallace. La prima mezz'ora del secondo tempo vide attacchi furiosi da ambo le parti. Dopo che il capitano di Cardiff, Percy Bush, non riuscì a schiacciare la palla nella propria linea di meta per annullare, George Nicholson si tuffò sulla palla per segnare meta poi trasformata da Wallace per il 10–5. Cardiff replicò con una meta, ma Winfield fallì la trasformazione del pareggio. Gli All Blacks vinsero dunque 10-8, per Cardiff fu l'unica sconfitta della stagione. Si rifarà l'anno dopo sconfiggendo il Sudafrica per 17-0.
L'ultimo match degli All Blacks in terra britannica fu contro Swansea al Saint Helen's Ground il 30 dicembre.
Swansea aveva perso un solo match in due anni (contro Cardiff) ed era la squadra campione di club in Gran Bretagna. Wallace affermò al riguardo della partita "È la trentaduesima del tour e i nostri cuori sono sollevati al pensiero che sarà l'ultima.". Il primo tempo si svolse principalmente nella metà campo degli stanchi neozelandesi che cercarono in tutti i modi di guadagnare territorio calciando contro un forte vento contrario. E dopo 25 minuti Swansea passò in vantaggio con una meta di Fred Scrine che non venne trasformata. Nella ripresa, con il vento a favore gli All Blacks si riversarono in attacco dopo una meta non assegnata a McGregor un drop di Wallace dopo una corsa di 25 metri portò in vantaggio gli All Blacks per 4-3. Con una serie di calci di liberazione gli All Blacks tennero Swansea lontana dalla propria linea di meta e portarono a casa una sofferta vittoria.
| Swansea 20 dicembre 1905 | Glamorgan County | 0 – 9 | Nuova Zelanda XV | Swansea Ground |

| Newport 23 dicembre 1905 | Newport RFC | 3 – 6 | Nuova Zelanda XV | Athletic Ground |

| Cardiff 26 dicembre 1905 | Cardiff RFC | 8 – 10 | Nuova Zelanda XV | Arms Park |

| Swansea 30 dicembre 1905 | Swansea RFC | 3 – 4 | Nuova Zelanda XV | St. Helen's |

### In Francia
Gli All Blacks viaggiarono verso Parigi l'ultimo dell'anno e il primo gennaio affrontarono la Francia al Parco dei Principi.
Era il primo test match della storia della nazionale francese. Nonostante il dominio netto dei neozelandesi, la Francia riuscì a realizzare una meta con Noel Cessieux nel primo tempo che finì 18–3. Georges Jérôme realizzò una seconda meta per la Francia nel secondo tempo per il 18–8 per gli All Blacks, che si scatenarono realizzando sei mete e chiudendo sul 38–8. Gli otto punti segnati dai francesi furono motivo di soddisfazione. Nessuna squadra britannica aveva realizzato tanti punti durante il tour.
| Parigi 1º gennaio 1906 | Francia | 8 – 38 | Nuova Zelanda | Parco dei Principi |

### Negli Stati Uniti
Ormai il tour era finito e dopo aver trascorso diversi giorni a visitare la “Ville Lumiere”, i giocatori neozelandesi tornarono a Londra, per scoprire che il primo ministro neozelandese Richard Seddon aveva loro riservato una sorpresa. Invece di tornare direttamente in Nuova Zelanda, era stato previsto di tornare attraverso gli Stati Uniti d'America. Nonostante le proteste dei giocatori, Seddon insistette. Mancavano due settimane alla partenza e furono impegnate dai giocatori per visitare parenti ed amici, mentre Stead e Gallaher scrissero un libro The Complete Rugby Footballer.. Dopo un pranzo offerto il 19 gennaio dalla “London New Zealand Society”, il giorno successivo si imbarcarono da Southampton a bordo della nave “SS New York”
Arrivati a New York, si fermarono alcuni giorni e disputarono un incontro dimostrativo. Doveva essere un match contro una squadra di New York, ma molti neozelandesi furono inseriti nella squadra ospite. L'incontro non è mai stato computato ufficialmente. Si sa che vinsero gli All Blacks ma non si conosce neppure il risultato. Si trasferirono dunque a San Francisco, passando per le cascate del Niagara, Chicago, e il Grand Canyon.
A San Francisco giocarono due match contro British Columbia; uno vinto per 43–6 e il secondo per 65–6.. Quindi tornarono in Nuova Zelanda.
Da notare come la selezione del British Columbia, pur di incontrare gli All Blacks, accettò di incontrarli in campo "neutro" in California.
| Berkeley 10 febbraio 1906 | British Columbia | 6 – 43 | Nuova Zelanda XV | University of California Ground |

| San Francisco 13 febbraio 1906 | British Columbia | 6 – 65 | Nuova Zelanda XV | Recreation Park |

## La squadra
La squadra per il tour nell'emisfero nord
| Nome                     | Posizione  | Provincia               | Punti segnati Tour |
| ------------------------ | ---------- | ----------------------- | ------------------ |
| George Gillett           | Estremo    | Canterbury              | 18                 |
| Billy Wallace            | Tre-quarti | Wellington              | 246                |
| Duncan McGregor          | Tre-quarti | Wellington              | 50                 |
| Ernie Booth              | Tre-quarti | Otago                   | 17                 |
| George William Smith     | Tre-quarti | Auckland                | 57                 |
| Harold Abbott]           | Tre-quarti | Taranaki                | 47                 |
| Hector (Mona) Thompson   | Tre-quarti | Wanganui                | 44                 |
| Eric Harper              | Tre-quarti | Canterbury              | 24                 |
| Jimmy Hunter             | Mediano    | Taranaki                | 129                |
| Simon Mynott             | Mediano    | Taranaki                | 49                 |
| Bob Deans                | Mediano    | Canterbury              | 60                 |
| [Billy Stead             | Mediano    | Southland               | 33                 |
| Fred Roberts             | Halfback   | Wellington              | 48                 |
| Stephen Cassey           | Avanti     | Otago                   | 0                  |
| John Corbett             | Avanti     | West Coast              | 0                  |
| William Cunningham       | Avanti     | Auckland                | 22                 |
| Frank Glasgow            | Avanti     | Taranaki                | 37                 |
| William Glenn            | Avanti     | Taranaki                | 0                  |
| Massa (Bill) Johnston    | Avanti     | Otago                   | 9                  |
| William Mackrell         | Avanti     | Auckland                | 3                  |
| Alexander McDonald       | Avanti     | Otago                   | 12                 |
| Fred Newton              | Avanti     | Canterbury - West Coast | 3                  |
| George Nicholson         | Avanti     | Auckland                | 18                 |
| James O'Sullivan         | Avanti     | Taranaki                | 3                  |
| Charlie Seeling          | Avanti     | Auckland                | 24                 |
| George Tyler             | Avanti     | Auckland                | 18                 |
| Dave Gallaher (Capitano) | Avanti     | Auckland                | 5                  |

Manager - George Dixon
Allenatore - Jimmy Duncan